# Noée Abita

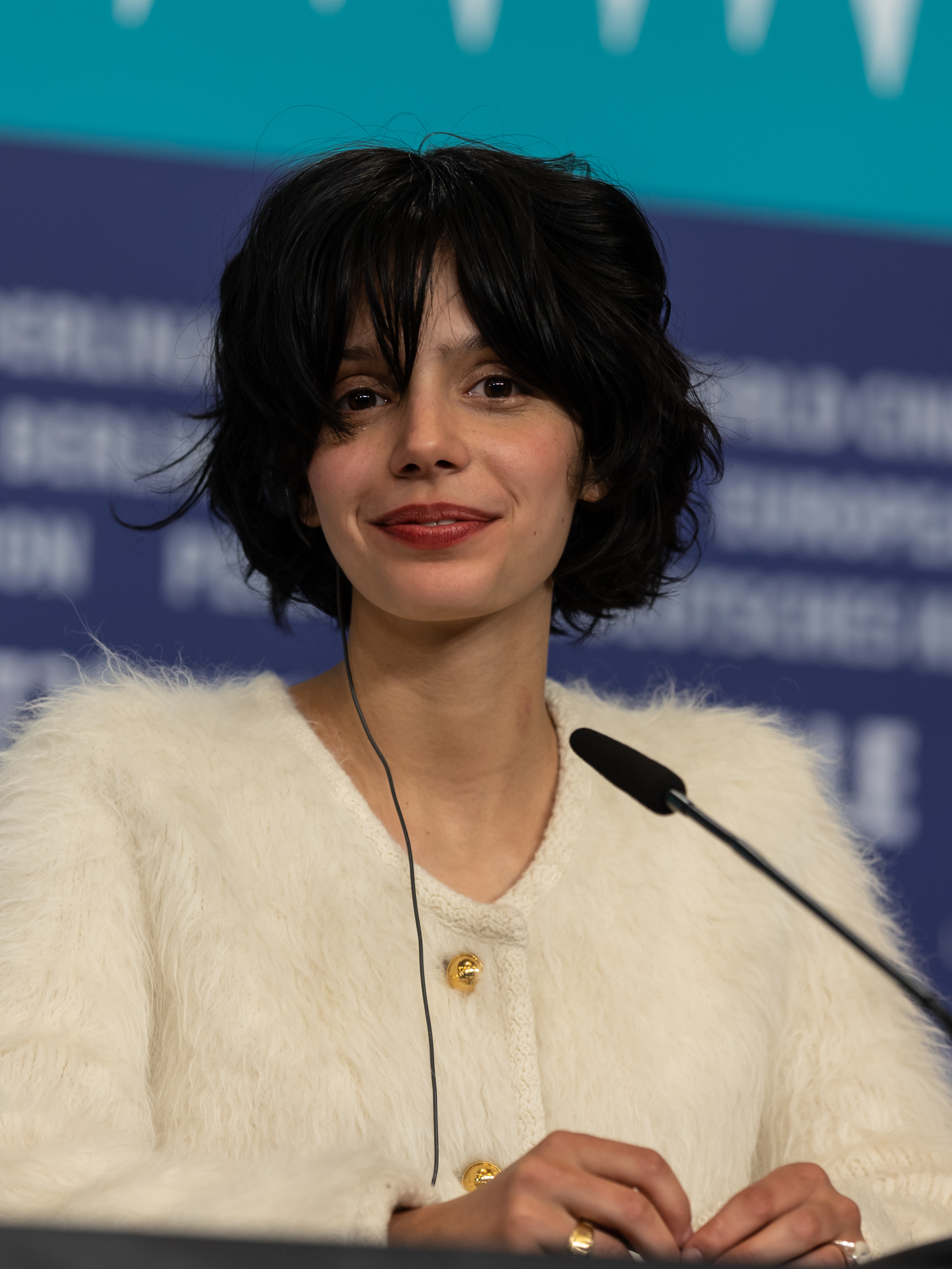
Noée Abita

Noée Abita (* 18. März 1999 in Paris) ist eine französische Schauspielerin. Bekanntheit erlangte sie vor allem durch ihre Mitwirkung in den französischen Spielfilmen Ava (2017) und Slalom (2020).

## Leben
Noée Abita wurde in Paris geboren, wuchs aber bei ihrer Mutter und ihren Großeltern mütterlicherseits in Aix-en-Provence auf, die ursprünglich aus Sizilien stammten. Auch hat sie ukrainische Wurzeln. Bereits früh wurde sie von ihrem Großvater an Klassiker des italienischen Kinos herangeführt, darunter Werke von Michelangelo Antonioni, Vittorio De Sica und Luchino Visconti. Auch machte er Abita mit Theaterstücken der Commedia dell’arte vertraut, während die Großmutter dem japanischen Kino verbunden war. Dadurch wuchs in ihr bereits in jungen Jahren der Wunsch, Schauspielerin zu werden. Gelangweilt von der Schule, für die sie sich nie erwärmen konnte, sprach sie im Alter von 17 Jahren gemeinsam mit einer Freundin in einer Pariser Schauspielagentur vor.
Abita schützt ihr Privatleben streng vor der Presse. Als Hobbys gibt sie das Lesen an und zählt u. a. Michail Bulgakows Der Meister und Margarita zu ihren Lieblingsromanen. Auch geht sie klassischem Tanz nach.

## Schauspielkarriere

### Erfolgreiches Kinodebüt
Obwohl Abita bis dahin über keinerlei schauspielerische Erfahrung verfügte, wurde sie nach ihrem Vorsprechen bei der Schauspielagentur zum Casting von Léa Mysius’ Jugendfilm Ava (2017) eingeladen. Tatsächlich gelangte sie an die Titelrolle eines 13-jährigen Mädchens, das im Urlaub an der französischen Atlantikküste mit der Diagnose konfrontiert wird, bald erblinden zu müssen. Daraufhin flüchtet sich Ava in die Liebe zu einem älteren Roma-Jungen (dargestellt von Juan Cano), mit dem sie rebellische Abenteuer erlebt.
Ava wurde bei den 70. Filmfestspielen von Cannes in der Nebensektion Semaine de la critique uraufgeführt und gewann mehrere internationale Festivalpreise. Ebenfalls in den medialen Fokus rückte die freizügige Darstellung der jungen Schauspieldebütantin Abita, die von Kritikern als „Offenbarung“ gelobt wurde und in die Vorauswahl für den französischen Filmpreis César für die „Beste Nachwuchsdarstellerin“ gelangte. Auch wurden Vergleiche zu Charlotte Gainsbourg (Das freche Mädchen) oder Adèle Exarchopoulos (Blau ist eine warme Farbe) erhoben. Regisseurin Mysius war sie gleich am ersten Castingtag aufgefallen und sie lobte sie u. a. für ihre „besondere Aura“ und ihren „intensiven Blick“. Zwei Monate Vorbereitung wandte sie für die Stimm- und Körperarbeit mit der 17-Jährigen auf, damit Abita bei den Dreharbeiten das richtige Auftreten für die 13-jährige Kindfrau Ava entwickelte.

### Weitere Auftritte in Film und Fernsehen
Nach ihrem erfolgreichen Filmdebüt, an dem sie Gefallen fand, ließ sich die Abiturientin Zeit und spielte mit dem Gedanken, eine Schauspielschule zu besuchen, wozu sie sich aber nicht entschied. Obwohl vom Medieninteresse um ihre Person überwältigt („Ich fühlte mich unwohl vor all dieser Oberflächlichkeit, dieser Lüge, diesem Gefühl, beobachtet zu werden. Ich hatte so viele Interviews, dass ich am Ende des Tages vor den Journalisten einschlafen würde“), setzte Abita ihre Schauspielkarriere 2018 mit zwei Spiel- und Kurzfilmen fort. Zuerst war sie in einer Nebenrolle in Gilles Lellouches erfolgreicher Kinokomödie Ein Becken voller Männer zu sehen, die beim 71. Filmfestival von Cannes ihre Premiere feierte. In der Geschichte um eine Gruppe mittelalter Männer, die an den Weltmeisterschaften im Synchronschwimmen teilnehmen wollen, agierte sie als Filmtochter von Jean-Hugues Anglade. Eine weitere Hauptrolle erhielt sie in der kanadischen Spielfilmproduktion Genesis um das erste schmerzhafte Begehren von Teenagern. Regisseur Philippe Lesage hatte sie in Ava gesehen und daraufhin für sein preisgekröntes Coming-of-Age-Drama als Halbschwester von Théodore Pellerin besetzt. Den Part der verlassenen und missbrauchten Charlotte hatte sie zehn Tage vor dem Drehbeginn in Québec durch ein Skype-Casting im heimischen Aix-en-Provence erhalten. Im 20-minütigen Weltuntergangsfilm Vint la vague von Benjamin Busnel war Clotilde Hesme ihre Leinwandpartnerin, während sie in Charlène Faviers 25-minütigem Kurzfilm Odol Gorri als 15-jährige Ausreißerin zu sehen war, die sich mit einem weitaus älteren Fischer (dargestellt von Olivier Loustau) einlässt und sexuellen Missbrauch erlebt.
2019 folgte die Arbeit an fünf Film- und Fernsehprojekten. Neben Auftritten in drei Kurzfilmen (Nobody Likes You as Much as I Do, Legendär, Im zarten Alter) war Abita als Objekt der Begierde von Hauptdarsteller Vincent Lacoste in der Kinokomödie Mes jours de gloire zu sehen. Eine tragende Rolle übernahm sie auch in der französischen Fernsehserie Die Frau aus dem Meer (2019–2020) neben Laetitia Casta und Sergi López. Darin ist sie als schüchterne Chloé zu sehen, deren auf einer Mittelmeer-Insel gelegenes Fischerdorf von einer mysteriösen Mordserie heimgesucht wird.

### Durchbruch mit „Slalom“
Den Durchbruch als Filmschauspielerin ebnete Abita die zweite Zusammenarbeit mit Regisseurin Charlène Favier an deren Spielfilmdebüt Slalom (2020). In dem Drama ist sie als talentierte, 15-jährige Skirennläuferin Lyz Lopez zu sehen, die Aufnahme an einer renommierten Eliteschule in den Französischen Alpen findet. Obwohl sie über wenig Erfahrung verfügt, wird sie von dem früheren Weltklasse-Skifahrer und Trainer Fred (dargestellt Jérémie Rénier) unter die Fittiche genommen und zum künftigen Star aufgebaut. Bald schon gerät sie in ein gefährliches Abhängigkeitsverhältnis zu ihm. Favier hatte Abita die Hauptrolle in Slalom bereits kurz nach Beendigung der Dreharbeiten zu Odol Gorri angeboten. Neben der psychologischen Vorbereitung auf die Rolle durch Gespräche mit der Regisseurin, die die 21-jährige Abita später als ihr „Alter Ego“ bezeichnen sollte, trainierte sie mit einer professionellen Skitrainerin sowohl auf der Piste wie auch im Fitnessstudio auf Spitzensport-Niveau.
Die Uraufführung von Slalom war ursprünglich im Mai 2020 bei den 73. Internationalen Filmfestspielen von Cannes geplant, die aber aufgrund der COVID-19-Pandemie abgesagt werden mussten. Daraufhin wurde der Film, der sich laut Abita gegen sexuellen Missbrauch im Sport ausspricht, erst Ende August 2020 beim französischen Festival du film francophone d’Angoulême veröffentlicht. Obwohl der reguläre Kinostart in Frankreich erst am 19. Mai 2021 erfolgte, erhielt die Schauspielerin bereits zuvor großes Lob seitens der französischen Fachkritik und gewann im Januar 2021 den Prix Lumières als „Beste Nachwuchsdarstellerin“. Ebenso gelangte sie in die Vorauswahl der besten Nachwuchsdarstellerin bei der César-Verleihung 2021 („Les Révélations 2021“) und wurde 2022 schließlich für einen César als Beste Nachwuchsdarstellerin nominiert.
Clarisse Fabre (Le Monde) beschrieb Abitas Schauspielstil als „roh und delikat“, was sie bereits in ihrem Kinodebüt Ava demonstriert hätte, und verglich sie vom Aussehen mit einer „lateinamerikanische Schönheit und sizilianischen Version von Anna Karina“. Von der französischen Tageszeitung Sud Ouest wurde sie zu einer der vielversprechendsten jungen Schauspielerinnen ihrer Generation gezählt.
Anfang 2021 arbeitete Abita an einem weiteren Filmprojekt mit ihrer Entdeckerin Léa Mysius. In dem Drama The Five Devils ist sie an der Seite von Adèle Exarchopoulos zu sehen.

## Filmografie
- 2017: Ava
- 2018: Ein Becken voller Männer (Le grand bain)
- 2018: Genesis (Genèse)
- 2018: Vint la vague (Kurzfilm)
- 2018: Odol Gorri (Kurzfilm)
- 2019: Nobody Likes You as Much as I Do (Kurzfilm)
- 2019: Legendär (La légende, Kurzfilm)
- 2019: Mes jours de gloire
- 2019–2020: Die Frau aus dem Meer (Une île, Fernsehserie, 6 Folgen)
- 2020: Slalom
- 2020: Love hurts (Kurzfilm)
- 2020: Im zarten Alter (L’âge tendre)
- 2022: Passagiere der Nacht (Les passagers de la nuit)
- 2022: The Five Devils (Les cinq diables)
- 2022: Maria träumt (Maria rêve)
- 2023: Première affaire
- 2024: Quell'estate con Irène
- 2024: La récréation de juillet
- 2024: Le roman de Jim
- 2024: Oxana – Mein Leben für Freiheit (Oxana)
- 2025: Classe moyenne
- 2025: Cap Farewell

## Auszeichnungen
- 2021: Prix Lumières, Beste Nachwuchsdarstellerin, für Slalom
- 2022: César-Nominierung, Beste Nachwuchsdarstellerin, für Slalom